# Frashër
Frashër is een plaats en voormalige gemeente in de stad (bashkia) Përmet in de prefectuur Gjirokastër in Albanië. Sinds de gemeentelijke herindeling van 2015 doet Frashër dienst als deelgemeente en is het een bestuurseenheid zonder verdere bestuurlijke bevoegdheden. De plaats telde bij de census van 2011 387 inwoners.

## Bevolking
In de volkstelling van 2011 telde de (voormalige) gemeente Frashër 387 inwoners, een halvering vergeleken met 817 inwoners op 1 april 2001. De bevolking bestond bijna compleet uit etnische Albanezen (385 personen; 99,48%).
Van de 387 inwoners in 2011 waren er 64 tussen de 0 en 14 jaar oud (16,5%), 277 inwoners waren tussen de 15 en 64 jaar oud (71,6%) en 46 inwoners waren 65 jaar of ouder (11,9%).

### Religie
De grootste religie in Frashër was de islam (66,15%): 40,31% van de bevolking was bektashi en 25,84% was soennitisch moslim. Het christendom was de religie van 67 personen, oftewel 17,3% van de bevolking. Ongeveer twee derde deel van de christenen behoorden tot de Albanees-Orthodoxe Kerk en een derde deel tot de Rooms-Katholieke Kerk.
| Plaats  | Bevolking (2011) | Islam (%)    | Katholiek (%) | Orthodox (%) | Bektashisme (%) |
| ------- | ---------------- | ------------ | ------------- | ------------ | --------------- |
| Frashër | 387              | 100 (25,84%) | 24 (6,20%)    | 43 (11,11%)  | 156 (40,31%)    |

## Nederzettingen
De gemeente Frashër bestaat uit de gelijknamige plaats Frashër, Gostivisht, Kreshovë, Miçan, Ogren – Kostrec, Soropull, Vërçisht en Zavalan.